# Chlamydopsis caledoniae
Chlamydopsis caledoniae är en skalbaggsart som beskrevs av Michael S. Caterino 2006. Chlamydopsis caledoniae ingår i släktet Chlamydopsis och familjen stumpbaggar. Inga underarter finns listade i Catalogue of Life.